# Jean-François Eydt

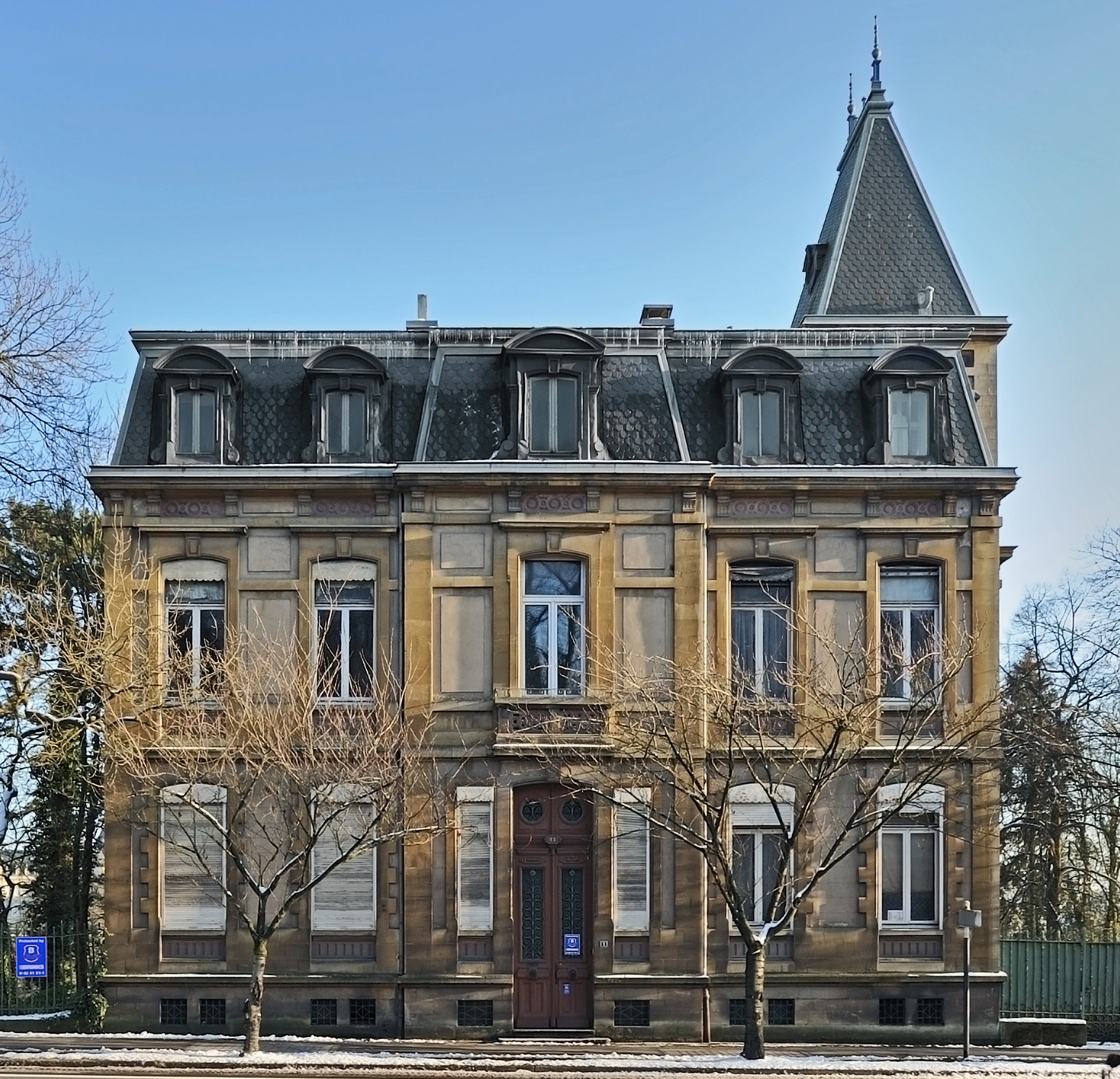
La villa personnelle de Jean-François Eydt, avenue Marie-Thérèse, à Luxembourg-ville

Jean-François Eydt, né le 20 novembre 1808 à Pulvermühl (en luxembourgeois Polfermillen, quartier situé dans l'est de Luxembourg-ville) et décédé le 5 juin 1884, à Luxembourg, est un architecte luxembourgeois.
Il fut de 1834 à 1869 l'architecte de la ville de Luxembourg, puis il ouvrit son bureau personnel.
Il construisit ainsi d'importants bâtiments à Luxembourg.
En 1837, il fut reçu dans la loge maçonnique « Les Enfants de la Concorde Fortifiée » à Luxembourg.
Le 7 mars 1869, il était cofondateur de la Société anonyme des bains de Mondorf.
Il est l'arrière-grand-père du peintre héraldiste et historien luxembourgeois Jean-Claude Loutsch. Son beau-fils était l’architecte luxembourgeois Pierre Funck.

## Distinctions
- Officier de l’Ordre de la Couronne de chêne (Promotion 1882)[5]
- Chevalier de l'Ordre de l'Aigle rouge[2]